# Santana do Riacho
Santana do Riacho is een gemeente in de Braziliaanse deelstaat Minas Gerais. De gemeente telt 4.405 inwoners (schatting 2009).

## Aangrenzende gemeenten
De gemeente grenst aan Baldim, Conceição do Mato Dentro, Congonhas do Norte, Itambé do Mato Dentro, Jaboticatubas, Morro do Pilar en Santana de Pirapama.

## Galerij

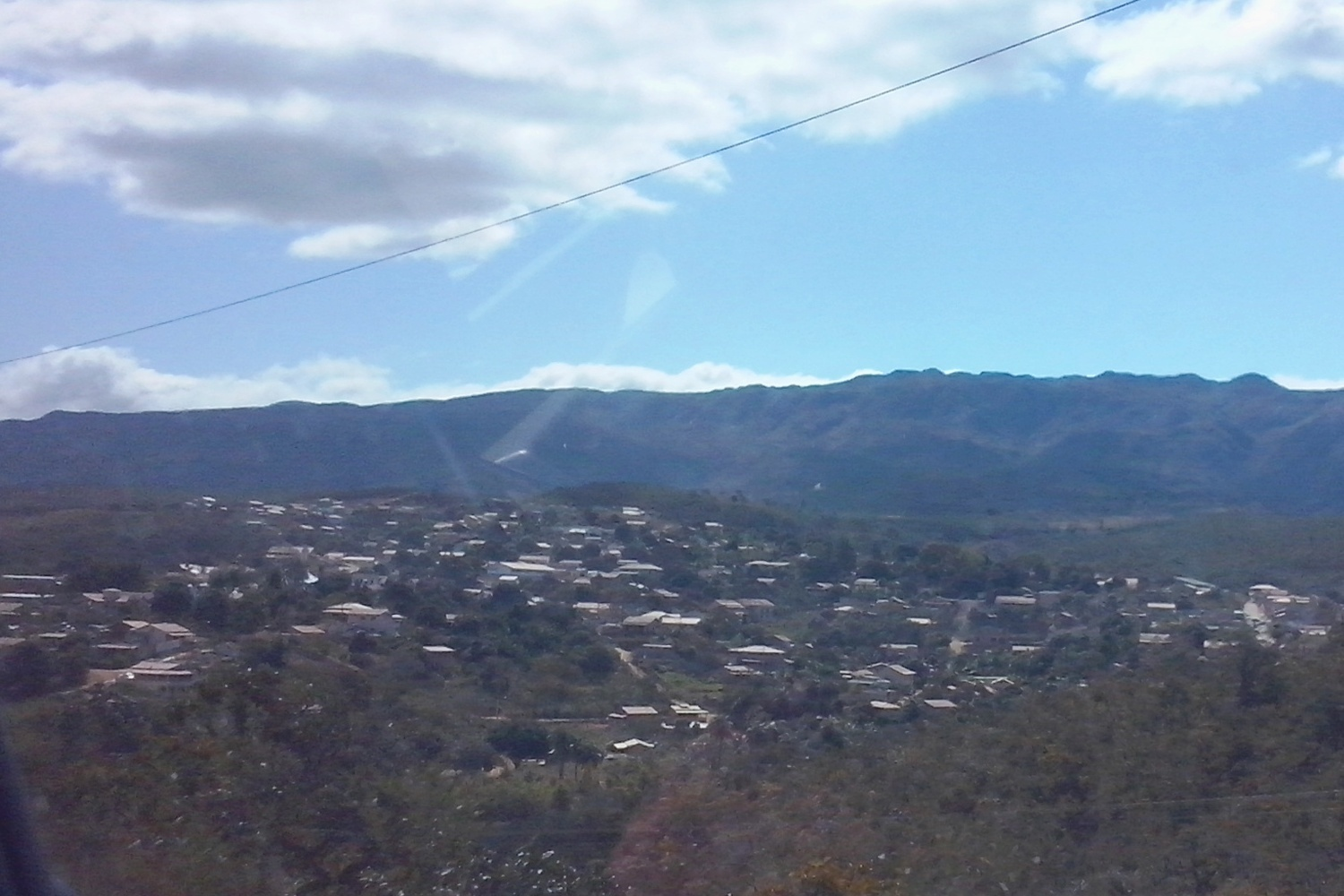
Uitzicht over een deel van Santana do Riacho
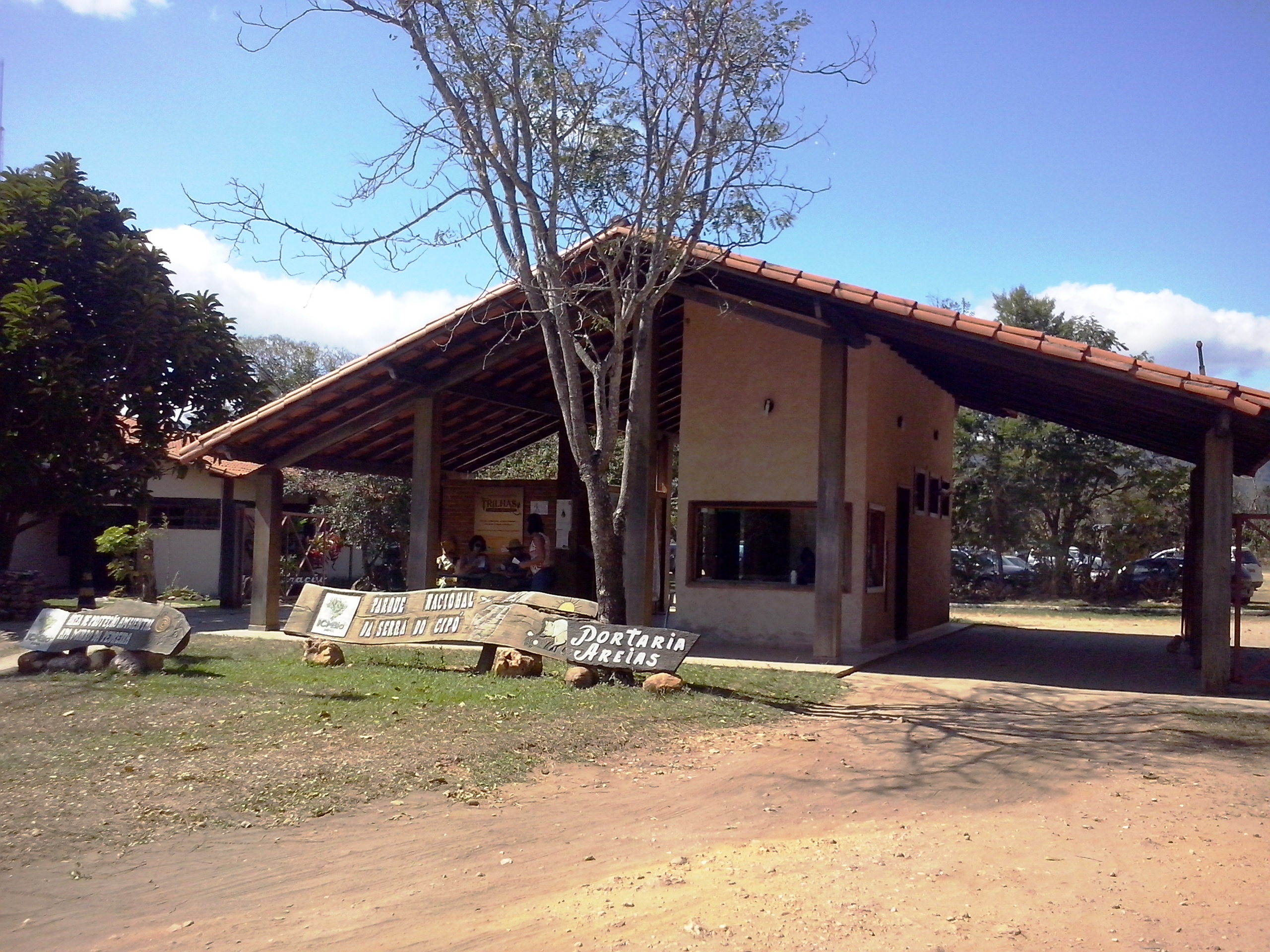
De ingang van het Nationaal park Serra do Cipó
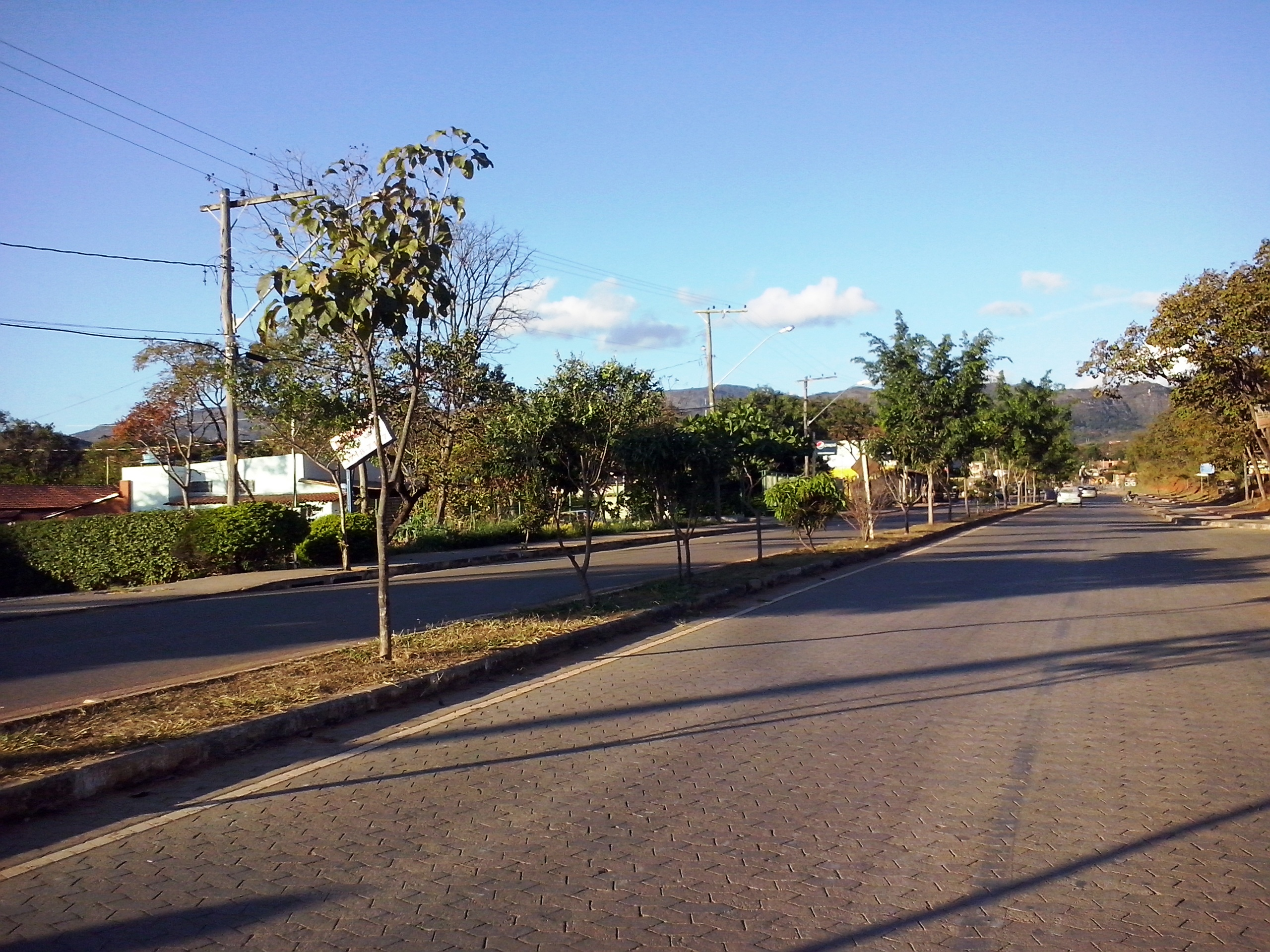
De hoofdweg (MG-010) in Cardeal Mota in de gemeente Santana do Riacho